# Sárpataki Nagy Mihály
Sárpataki Nagy Mihály (?, 1638 – Kolozsvár, 1694 tavasza) magyar református lelkész, egyházi író.

## Élete
Hazai tanulmányainak befejezése után külföldre ment, és 1665. november 19-én a leideni egyetem hallgatói közé lépett. Innét 1667 táján hazatérve, Nagyari Benedek után kolozsvári lelkész, 1693 tavaszán pedig esperes lett, de már 1694 tavaszán elhunyt.

## Művei
- 1. Noe Barkaja, Az az: Az Atya, Fiu és Szent Lélek egy örökké való Istennek üdvösséges isméreti. Melly A Sinai és amaz dicsősséges Sionnak hegyein nevekedett Élő-fákból éppíttetett; az az, mind az Ó s mind az Uj-Testamentumnak egyben-vettetett tudománya az egy Istenségben imádandó Szent Háromságnak. Melyben az Igasságnak Praedikátora Noenak Lelkével hívja s kénszeríti bészállani az Háládatlan Világot minden szelidséggel. Melynek éppítője...Kolozsvár, 1681.
- 2. Halotti beszéd, Kendeffi János felett. Uo. 1697. (Utolsó tisztesség... c. munkában.)

Üdvözlő verset írt Váradi Mátyás, Disputatio Theologica... Utrecht, 1666. c. munkába és gyászverset Kovásznai Péter halálára (1673.).